# Hauptstadtregion Schweiz
Die Hauptstadtregion Schweiz (französisch Région capitale suisse) ist eine von fünf vom schweizerischen Bundesamt für Statistik (BFS) definierten Metropolregionen der Schweiz, neben Zürich, Genf-Lausanne, Basel und Tessin. Das BFS verzichtet inzwischen auf diese Raumgliederung und verwendet die Begriffe nicht mehr. Nach wie vor vertritt aber der «Verein Hauptstadtregion Schweiz» die Interessen der Region.
Die Hauptstadtregion versteht sich als Brücke zwischen der Romandie (französischsprachige Schweiz) und der Deutschschweiz.

## Verein Hauptstadtregion Schweiz
Um die Interessen der zur Hauptstadtregion gehörenden Gebiete zu vertreten, besteht eine regionale Organisation der Kantone Bern, Freiburg, Neuenburg, Solothurn, Wallis sowie von rund 20 Gemeinden und andern Organisationen. Ziel des am 2. Dezember 2010 gegründeten Vereins «Hauptstadtregion Schweiz» ist die Vernetzung und partnerschaftliche Koordination ihrer Mitglieder. Darüber hinaus will der Verein das wirtschaftliche Potenzial der Region und die Position als wichtigster Standort der grossen Service-public-Unternehmen und öffentlich-rechtlichen Anstalten sichern und ausbauen.

### Mitglieder
Kantone
- Bern
- Freiburg
- Neuenburg
- Solothurn
- Wallis

Politische Gemeinden
- Bern
- Biel/Bienne
- Thun
- Burgdorf
- Langenthal
- Lyss
- Freiburg
- Murten
- Solothurn
- Grenchen
- La Chaux-de-Fonds
- Estavayer-le-Lac

Regionale Organisationen
- Agglomeration Freiburg
- Regionalverbund See
- Broyebezirk

Gemeindegruppen
- Bödeli (Interlaken-Unterseen-Matten)
- Brig-Visp-Naters

Passivmitglieder ohne Stimmrecht
- Bernjurassischer Rat
- Volkswirtschaft Berner Oberland